# Челебадзе, Нателла Аслановна
Нате́лла Асла́новна Челеба́дзе — советский и грузинский чаевод, Герой Социалистического Труда (1949). Одна из самых юных граждан СССР, награждённых высшим званием (пионер-герой).

## Биография
Родилась 29 августа 1933 года (по другим данным, в 1931 году) в селе Нижнее Квирике Кобулетского района Автономной Республики Аджаристан Грузинской ССР (ныне Автономная Республика Аджария в составе Грузии). При рождении ей было дано имя Сурие, однако при получении паспорта она сменила его на Нателла. Грузинка.
Пионерка, председатель совета дружины бобокватской школы. В 1947 году, после окончания 7-го класса средней школы, взяла на себя обязательство вырастить большой урожай чая в колхозе имени Кирова Кобулетского района Аджарской АССР. Все летние каникулы работала на чайных плантациях колхоза.
Летом 1948 года 15-летняя девушка собрала с полгектара плантации 6750 кг сортового зелёного чайного листа.
Указом Президиума Верховного Совета СССР от 29 августа 1949 года за получение высоких урожаев сортового зелёного чайного листа и цитрусовых плодов при выполнении колхозами обязательных поставок и контрактации по всем видам сельскохозяйственной продукции, натуроплаты за работу МТС в 1948 году Сурие Аслановне Челебадзе присвоено звание Героя Социалистического Труда с вручением ордена Ленина и золотой звезды «Серп и Молот» (№ 4528).
Этим же Указом званием Героя Социалистического Труда были награждены труженицы колхоза имени Кирова Султан Ибраимовна Гагаишвили, Мерием Хасановна Чкония, Сурие Темеровна Челебадзе и Фадима Мевлудовна Челебадзе.
Стала одной из самых юных Героев Социалистического Труда, уступая по возрасту только таджикским хлопководам Махмуду Ишназарову и Турсунали Матказимову.
О награждении первой узнала мама Нателлы, услышав сообщение о присвоении звания по радио. Награду в Тбилиси вручал первый секретарь ЦК КП(б) Грузинской ССР К. Н. Чарквиани.
В 1950 году окончила 10 классов школы.
Активно занималась общественной деятельностью, с 1956 года была членом Комитета советских женщин, избиралась депутатом Верховного Совета СССР.
Работала в различных чаеводческих колхозах, главным агрономом чайной фабрики, в 1980-х годах — директором Бобокватской чайной фабрики.
В 1990-х годах на фабрике начались проблемы, министр пищевой промышленности Грузии просил остаться на посту директора, подарил «ГАЗ-24», но Н. А. Челебадзе, видя что проблемы не решить, ушла на пенсию. Несмотря на это, несколько лет до приватизации фабрики следила за её работой.
Жила в городе Кобулети, Грузия. Получала пенсию 85 долларов, сдавала комнаты отдыхающим.
Умерла в 2021 году. Похоронена на кладбище Пишвнари.

## Награды
- Указом Президиума Верховного Совета СССР от 29 августа 1949 года за высокие показатели в труде Челебадзе Сурие Аслановне присвоено звание Героя Социалистического Труда с вручением ордена Ленина и медали «Серп и Молот» (№ 4528).
- Награждена медалями.

## Интересные факты
- В январе 2007 года у Н. А. Челебадзе были украдены все награды, но с помощью сотрудников студии «Крылья России» и телеканала «Россия» осенью 2007 года в Посольстве России в Грузии ей были выданы дубликаты ордена Ленина и медали «Серп и Молот»[2].
- Нателла Аслановна Челебадзе признаёт только зелёный кобулетский чай.
- Со Сталиным никогда не встречалась, но встречалась в Москве с его внуком Евгением и была знакома с самым юным кавалером ордена Ленина — Мамлакат Наханговой.
- В 1949 году ещё двум девушкам-чаеводам с такой же фамилией (а одной из них даже с таким же именем, Сурие) были присвоены звания Героя Социалистического Труда, но это — однофамилицы, а не сёстры Нателлы. При этом младшая сестра Нателлы, Маро, через два года была награждена орденом Трудового Красного Знамени, также за достижения по сбору чая.